# Karl Ernstberger
Karl Ernstberger (25. září 1887, Malovice u Stříbra – 25. listopadu 1972, Norimberk) byl architekt, který působil v západních Čechách, převážně v Karlových Varech.

## Život a dílo

### Dětství, mládí, studia
Narodil se jako druhorozený syn Josefa Ernstbergera a Marie roz. Turbové ve vesničce Mallowitz, dnešních Malovicích. Do obecné školy chodil ve Welperschlitz (dnešní Erpužice), na měšťanskou školu potom do Kladrub u Stříbra (1899–1902). V letech 1902–1906 vychodil stavební odbor německé reálky v Plzni. Poté se přihlásil na nejprestižnější školu své doby – Akademii výtvarných umění ve Vídni[zdroj?] a byl přijat do ateliéru prof. Otto Wagnera.

### Před 1. světovou válkou
Po ukončení studií pracoval Ernstberger v ateliéru u Leopolda Bauera. Spolupracoval např. na projektu Rakousko-uherské banky ve Vídni, na Priesnitzově sanatoriu v Jeseníku, na stavbě Průmyslové a obchodní komory v Opavě.
V roce 1910 sloužil jako jednoroční dobrovolník u 3. regimentu Tyrolských císařských myslivců, podobně jako většina jeho kolegů ze spolku „Athenaia“. V roce 1913 se, prý na radu L. Bauera, osamostatnil a otevřel s Kilianem Koehlerem vlastní kancelář. Získali např. 1. cenu za návrh budovy parlamentu (Landtag) v bukovinských Černovicích a další ceny, mezi nimiž vyniká např. 1. cena v mezinárodní soutěži na Národní knihovnu a muzeum v Sofii (Bulharsko). V této kanceláři také spolupracoval se svým bratrem Josefem a se svým spolužákem Mangem.

### První světová válka
Slibný start samostatné kariéry byl přerušen v roce 1914, kdy Karl Ernstberger odešel na frontu již s 1. Marschbataliónem 2. regimentu Kaiserjaegerů (císařských myslivců). Tehdy měl Ernstberger ještě hodnost praporčíka, později se vypracoval až na nadporučíka. Za boje u Kamenobrodu (ukrajinsky Кам'янобрід) a Lvova byl vyznamenán stříbrnou medailí za statečnost. V roce 1917 začal pracovat jako velitel vlastního „Denkmal-Bauabteilung“ (stavební oddělení pro pomníky); Zde navrhl pomník císařských myslivců u Bozenu. Dále pracoval na vytvoření muzea regimentu císařských myslivců na hradě Runkelstein v Tyrolech. V neposlední řadě navrhl impozantní pomník a hřbitov císařských myslivců v Hujče (ukrajinsky Гійче) v Haliči (dnešní Ukrajina).

### Meziválečná éra, karlovarské období
V roce 1918 se Ernstberger vrátil do Čech a založil se svým bratrem, stavitelem Josefem ve Stříbře stavební kancelář. Zde realizoval například kolej pro studenty redemptoristy ve Svaté Anně u Plané, dále v Plané sídliště se 30 domky, v Černošíně továrnu na boty bratrů Richterových, školy ve Slavicích, Toužimi (1922–1923) a Benešovicích.
V roce 1924 se usadil v Karlových Varech. Zde jako přední představitel geometrizující secese a raného modernismu na Karlovarsku postavil a přestavěl 1924–1925 hotel Loib (dnes Grandhotel Central), 1926 Grandhotel Bad (dnes Sevastopol), 1929–1930 hotel Wolker.
Dále zde bylo podle jeho projektů postaveno několik vil a také mlékárna v Dolních Drahovicích. Dle historika Lubomíra Zemana jsou pro karlovarskou Ernstbergerovu tvorbu typické prvky reliéfů a kruhových terčů, masivních pilastrů, stlačených volut a volutového ukončení atik v duchu Art deco.
Nejvýraznější Ernstbergerovou prací v Karlových Varech je kostel Panny Marie Utěšitelky v Dalovicích (1929), kde navrhl modernistickou věž s horní subtilní částí proraženou do všech stran trojicemi dvoupodlažních arkád.
Ze známé Ernstbergerovy tvorby vyčnívá a zároveň se vymyká stavba sanatoria Morava v Tatranské Lomnici, kterou realizoval spolu se známým brněnským architektem Bohuslavem Fuchsem, v architektonické soutěži. Míra spolupráce není známá, ale je jisté, že Ernstberger získal za projekt tohoto sanatoria 1. cenu, a také existuje zachované razítko stavby, na kterém jsou jmenováni oba architekti.
O tom, že myšlenky moderní architektury nebyly architektu Ernstbergerovi cizí, může svědčit i to, že napsal 4. září 1931 do Karlsbader Tagblattu oslavný článek o architektu Adolfu Loosovi u příležitosti jeho ozdravného pobytu v Karlových Varech.
Dle Ernstbergerových plánů byla postavena v roce 1933 také rozhledna Bleiberg na Olověném vrchu nad Bublavou.
V roce 1939 Ernstberger realizoval pro železničářskou bytovou společnost z Drážďan stavbu bytových domů v Bečově, Nejdku a Sokolově (tehdy Falknově). Poslední známou realizací je obytný dům pro železniční dělníky čp. 382 v Ostrově (1940).

### Druhá světová válka; stáří v Německu
V dubnu 1945 byl vybombardován Ernstbergerův karlovarský byt i ateliér a v roce 1946 byl Ernstberger s rodinou odsunut do Německa.
Zde nejdříve bydlel v Sugenheimu a poté v Ansbachu. Zde byly podle jeho plánů postaveny léčebna (Lungenheilstätte) v Engelthalu, školní mlékárna (Lehrmolkerei) v Triesdorfu a další stavby.
V 65 letech Ernstberger odešel do důchodu. Ještě jednou se pokusil pracovat jako samostatný architekt v Reutlingenu. Tento pokus ale nevyšel. Po přestěhování do Norimberku se znovu uchytil a ještě jako 80letý ze své kanceláře v Hadergaesschen č. 3 v Norimberku vydával své návrhy. Karl Ernstberger zemřel v Norimberku v roce 1972.